# Oberhausen (bei Neuburg/Donau)
Oberhausen ist eine Gemeinde im oberbayerischen Landkreis Neuburg-Schrobenhausen.

## Geografie

### Lage
Die Gemeinde liegt in der Planungsregion Ingolstadt und ist durch die Bundesstraße 16 (eigene Einfahrt) und die Donautalbahn mit einem Bahnhof im Gemeindeteil Unterhausen verkehrsmäßig erschlossen.

### Gemeindegliederung
Es gibt neun Gemeindeteile (in Klammern ist der Siedlungstyp angegeben):
- Beutmühle (Einöde)
- Höfelhof (Einöde)
- Kastlmühle (Einöde)
- Kreut (Weiler)
- Oberhausen (Pfarrdorf)
- Sankt Wolfgang (Einöde)
- Sinning (Pfarrdorf)
- Stelzhof (Einöde)
- Unterhausen (Pfarrdorf)

Das Gemeindegebiet besteht aus vier Gemarkungen:
- Oberhausen (mit Beutmühle, Höfelhof und Kreut)
- Sinning (mit Kastlmühle, Stelzhof und Sankt Wolfgang)
- Unterhausen
- Unterhauser Forst

## Geschichte

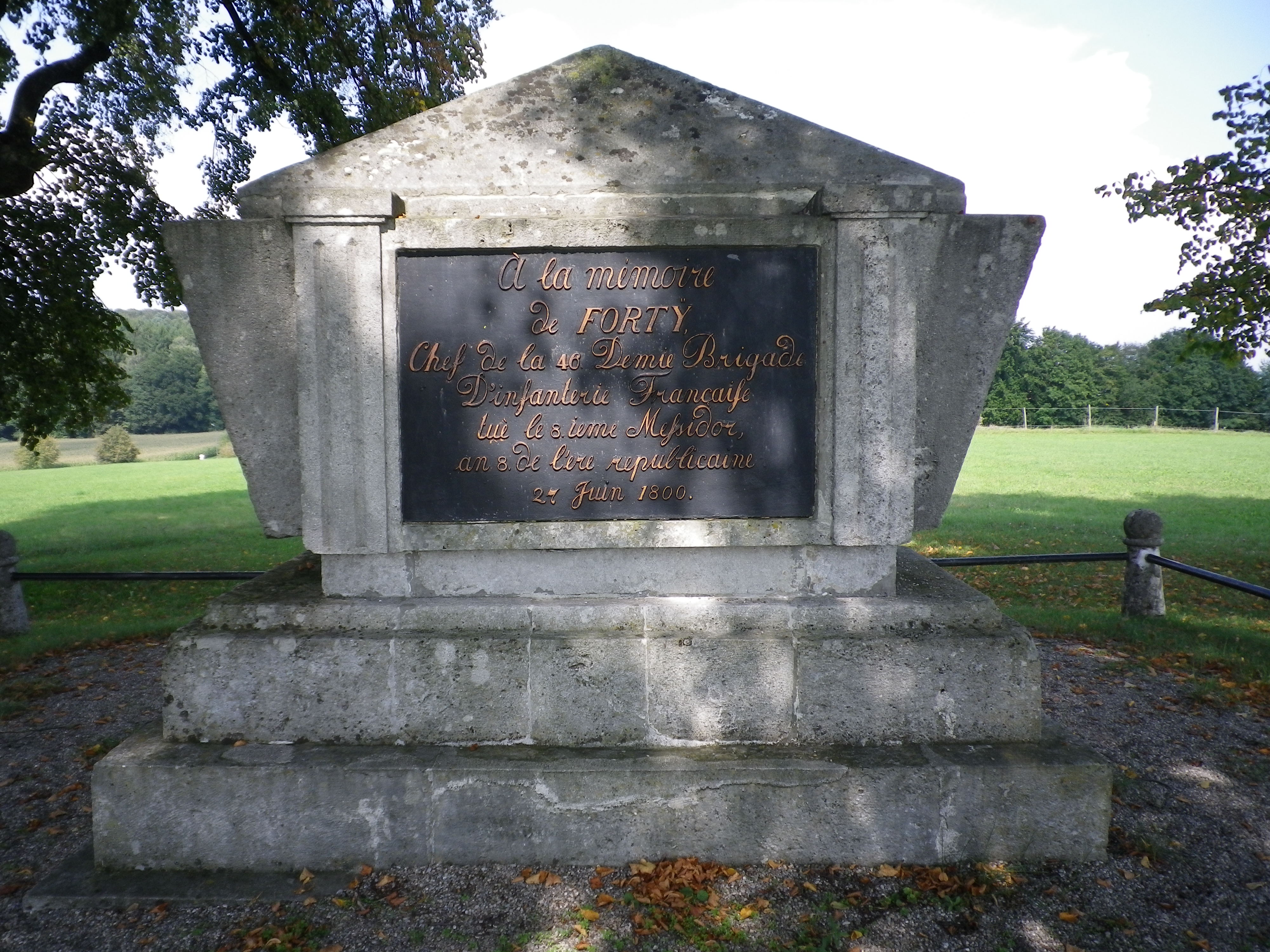
Das La Tour Denkmal

### Bis zur Gemeindegründung
Oberhausen gehörte zum ehemaligen Herzogtum Neuburg-Sulzbach und dessen Gericht Neuburg; seit 1777 war das Gebiet Teil des Kurfürstentums Bayern. Im Zuge der Verwaltungsreformen in Bayern entstand mit dem Gemeindeedikt von 1818 die Gemeinde Oberhausen mit den Orten Beutmühle, Höfelhof und Kreut.

### 19. und 20. Jahrhundert
Bei Oberhausen stand im Mittelalter eine Kaiserburg. Von ihr sind heute nur noch Reste zu sehen. Zwischen den Dörfern Oberhausen und Unterhausen befindet sich ein Denkmal für Frankreichs Grenadier Théophile Malo Corret de la Tour d’Auvergne aus den 1830er Jahren. Das etwa 300 Quadratmeter große Areal ist französisches Staatsgebiet.
Bei US-Luftangriffen auf das Wifo-Tanklager Oberhausen am Ende des Zweiten Weltkrieges kamen mehrere Einwohner von Ober- und Unterhausen ums Leben und in beiden Orten waren Zerstörungen zu verzeichnen. Die Angriffe fanden am 9. April 1945 durch die 8th Air Force und am 18. April 1945 durch die 1st Tactical Air Force (Prov.) statt. Auf dem Gemeindegebiet von Oberhausen befand sich in den Jahren 1959 bis 1994 die Tilly-Kaserne der Bundeswehr mit Standortübungsplatz, für dessen Errichtung der Weiler Kreut Ende der 1950er Jahre abgesiedelt wurde. Die Kaserne diente dem Stab der Heimatschutzbrigade 56 und dem Panzergrenadierbataillon 56.

### Religionen
Die katholische Pfarrei Sankt Clemens in Oberhausen gehört zur Pfarreiengemeinschaft Sinning. Zur Pfarrei gehören noch die Einöde Höfelhof und der Bahnhof.

### Eingemeindungen
Im Zuge der Gebietsreform in Bayern wurden am 1. Januar 1972 die Gemeinden Sinning (mit Kastlmühle, Stelzhof und St. Wolfgang) und Unterhausen eingegliedert. Am 1. Mai 1978 wurde Oberhausen Mitglied der Verwaltungsgemeinschaft Neuburg an der Donau; auf Antrag wurde die Gemeinde zum 1. Januar 1980 bereits wieder entlassen und ist seither Einheitsgemeinde.

### Einwohnerentwicklung
Zwischen 1988 und 2018 wuchs die Gemeinde von 1842 auf 2992 um 1150 Einwohner bzw. um 62,4 % – der höchste prozentuale Zuwachs im Landkreis im genannten Zeitraum.
| Jahr      | 1961 | 1970 | 1987 | 1991 | 1995 | 2000 | 2005 | 2010 | 2015 |
| Einwohner | 1873 | 1991 | 1800 | 1996 | 2118 | 2363 | 2592 | 2639 | 2829 |

## Politik

### Gemeinderat
Ab 1. Mai 2020 gehören dem Gemeinderat 16 Personen an; bisher hatte Oberhausen 14 Gemeinderäte, da sie unter 3000 Einwohner hatte.
Die Gemeinderatswahl am 15. März 2020 führte zu folgender Sitzverteilung:
| Partei / Liste                      | Sitze |
| CSU                                 | 6     |
| SPD                                 | 3     |
| Freie Wähler Oberhausen-Unterhausen | 4     |
| Freie Wähler Sinning                | 3     |

Weiteres Mitglied des Gremiums ist qua Amt der gesondert gewählte Bürgermeister.

### Bürgermeister
Erster Bürgermeister ist Fridolin Gößl (CSU). Er wurde im Jahr 2002 Nachfolger von Xaver Schiele (SPD). Bei der Bürgermeisterwahl 2020 wurde Fridolin Gößl mit 88,7 % der Stimmen wiedergewählt.

## Wappen
| Wappen von Oberhausen | Blasonierung: „Geteilt; oben gespalten von Gold und Schwarz, vorne auf rotem Dreiberg eine grüne Eiche mit roten Eicheln, hinten eine goldene Krone, aus der ein silberner Storchenhals mit rotem Schnabel wächst; unten fünfmal von Gold und Blau geteilt.“ |
| Wappen von Oberhausen | |

Seit 1983 hat die nach der Gebietsreform vereinigte Gemeinde ein dreiteiliges Wappen. Zwei Symbole haben mit der Ortsgeschichte der drei Dörfer zu tun. Die goldenen und blauen Streifen entstammen dem Wappen der Grafen von Graisbach, die im Mittelalter auch Ortsherren von Ober- und Unterhausen waren. Auch in den Wappen der Gemeinde Marxheim und deren Ortsteil Graisbach finden sich die gelb-blauen Streifen der Graisbacher Grafen.
Herkunft:
Der aus der Krone wachsende Storchenhals ist dem Wappen der Herren von Sinning entnommen, die als Ortsadel dort nachweisbar sind. Dieses Adelsgeschlecht, das sich bis zum 15. Jahrhundert auch „von Schönbüchel“ nannte; stiftete die Wallfahrtskirche St. Wolfgang und baute Sinning zu einer Adelshofmark.
Das Wappen ist heute noch an der Friedhofsmauer in Sinning, sowie in der Kirche St. Wolfgang als Steinrelief zu sehen. Die Eiche auf rotem „Dreiberg“ ist ein häufig verwendetes Symbol auf Wappen. Sie steht für „urdeutsche“ Tugenden wie Stärke und Beständigkeit. Im Oberhausener Gemeindewappen soll die Eiche auch den weitläufigen Unterhausener Forst symbolisieren. Dieser alte Laubwald steht zwar auch auf drei Bergen – Flachsberg, Steppberg; Buchberg – doch diese Beziehung zum Symbol „Dreiberg“ ist wohl eher zufällig. Die Fahne ist in den Farben weiß, blau und gelb gehalten.

## Baudenkmäler

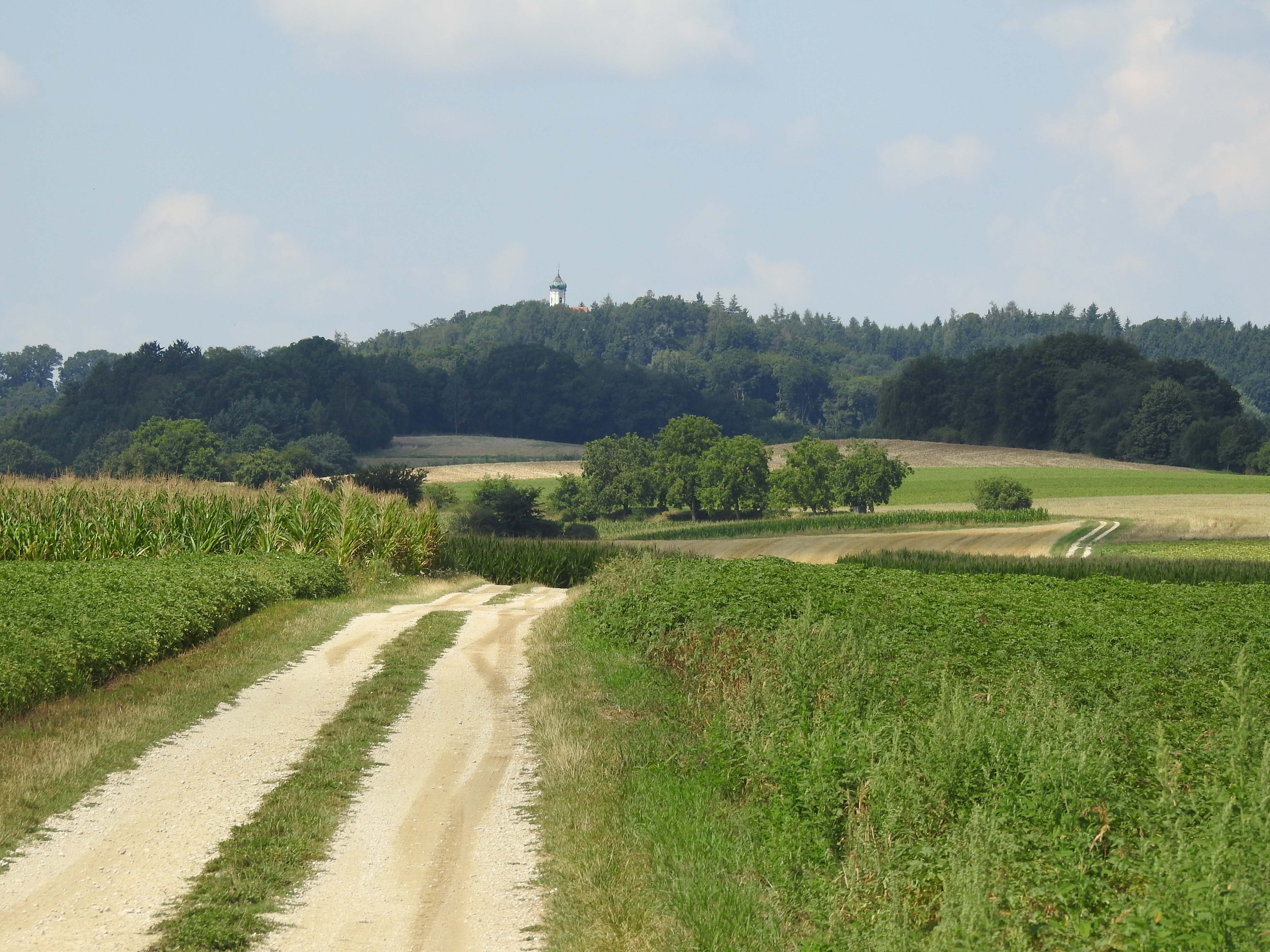
Weinberg mit St. Wolfgang von Osten

## Wirtschaft und Infrastruktur

### Tourismus
Am 21. September 2011 bildeten die acht Kommunen Dollnstein, Wellheim, Nassenfels, Egweil, Oberhausen, Burgheim, Rennertshofen und Neuburg an der Donau die ARGE Urdonautal, eine Arbeitsgemeinschaft, deren Zweck in der Förderung und Koordinierung des Tourismus im Urdonautal liegt.

### Wirtschaft einschließlich Land- und Forstwirtschaft
2016 gab es in der Gemeinde 600 sozialversicherungspflichtig Beschäftigte am Arbeitsort. Von der Wohnbevölkerung standen 1220 Personen in einem sozialversicherungspflichtigen Arbeitsverhältnis. Die Zahl der Auspendler war damit um 620 höher als die der Einpendler. 22 Einwohner waren im gleichen Jahr arbeitslos.
2010 gab es 29 landwirtschaftliche Betriebe.
Mittelständische und Kleinbetriebe, Handwerk, Gartenbauer, Schreinereien, Kfz-Werkstätten, Elektro, Metallbau, IT, Rollladenbau, Metzgerei, Bäckerei, Banken, Zimmerei, Gärtnerei, Hofläden, Friseure, Fußpflege, allgemeinärztliche Versorgung, Poststelle, Gastronomie, Waggoninstandsetzung, chemische Industrie (Lager), Veranstaltungstechnik, Pflegedienste, Gründerzentrum, Fahrschule, Transportunternehmen, Natursteinbau

### Verkehr
Der Gemeindeteil Unterhausen liegt an der Bahnstrecke Ingolstadt–Neuoffingen. Dort besteht ein Kreuzungsbahnhof mit einem Abzweig zum Ausbesserungswerk Unterhausen der RailMaint. In diesem Werk werden Kesselwagen instand gesetzt.

### Internet/Breitband
Die Gemeinde besitzt ein eigenes passives Glasfasernetz (PON), welches der Ausbaustufe von FTTH (Fiber To The Home) entspricht, also bis in die Wohnhäuser bzw. Firmen reicht. Dabei ist das passive Netz komplett in Gemeindebesitz, die aktiven Komponenten und das nötige technische Know-how brachten der Partner Sacoin GmbH (nun Deutsche Glasfaser GmbH) mit. Die Gemeinde war eine der ersten in Bayern, welche diesen Weg beim Breitbandbau ging und bekam dafür unter anderem auch den Bayerischen Qualitätspreis 2012.

### Bildung, Vereinsleben und Freizeitaktivitäten
Im Jahr 2017 gab es folgende Einrichtungen:
- Kindergärten: zwei (Oberhausen (seit 1994) und Sinning (seit 1979)) mit insgesamt 171 Plätzen und 142 angemeldeten Kindern. Mittlerweile steht auch eine Kinderkrippe zur Verfügung in Sinning
- Grundschule: Im Schuljahr 2016/2017 wurden vier Jahrgangsstufen mit insgesamt 128 Schülern geführt (davon drei Jahrgangsstufen doppelzügig und eine Jahrgangsstufe einzügig, auch Kombiklassen 1/2). Es werden die Kinder aus den Gemeindeteilen Oberhausen, Kreut, Unterhausen und Sinning unterrichtet.
- Vereine: Zwei Sportvereine, Freiwillige Feuerwehren, Gartenbauvereine, Schützenvereine, Katholische Landjugend, Waggonfreunde, Jugendgruppe Eiskeller e. V., Chor Klangwellen, zwei Kirchenchöre, Waldbadverein, Theatergruppe, Kunstgruppe, Bobbycarfreunde, Sinninger Initiative gegen Rechts, Wanderfreunde, Blaskapellen mit Instrumentalunterricht für Kinder und Jugendliche, Unterhauser Weihnachtsmarkt am 1. Advent, Weihnachtsanblasen, Böllerschießen zum Neujahr
- ArGe Innovationszentrum Unterhausen, ArGe Kaffeehaus, ArGe Kreativwerkstatt, ArGe Schlosswirtschaft
- Wohnanlage Jung und Alt mit Nachbarschaftshilfe, Demenztreffpunkt
- Gartentheater für Jung und Alt
- Sportplätze, Tennisanlage, Eisstockschießanlage
- Drei katholische Kirchen, in Oberhausen finden auch evangelische Gottesdienste statt
- Feste Veranstaltungen: Maibaumfeste abwechselnd, Faschingsfeiern, Spielfest für Kinder im Juni/Juli, Vereinsfeste und Meisterschaften, Dorffeste, Kabarett zur Kirchweih, Theatervorstellungen im März/April, Konzerte, Kunstausstellungen, Teilnahme am Donauschwimmen, Turngruppen für Kinder und 50+, Kurse und Vorträge, VHS Neuburg Außenstelle Oberhausen, Kinderflohmärkte, Pflanzentauschbörse, Preisschafkopfen, Kesselfleischessen, Weinfeste, Frühstück mit Musik, Straßenflohmärkte